# Tepeyac

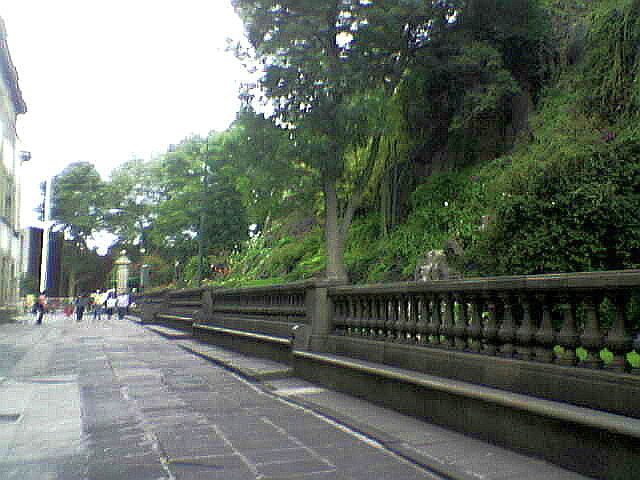
O sopé da montanha.

Tepeyac é uma colina localizada ao norte da Cidade do México, parte da serra que forma a Serra de Guadalupe, que delimita o norte para o Vale do México. É uma pequena parte do Cerro del Guerrero, também conhecido como o Monte de Santa Isabel. Nas encostas do Morro se encontram assentamentos humanos; ao sul, está a Basílica de Guadalupe, bem como uma pequena igreja no topo. No resto do campo, existe um parque ecológico. Com isso, também temos as colônias Martín Carrera e Indios Verdes. Segundo a tradição, foi no Tepeyac onde a Virgem de Guadalupe apareceu ao índio Juan Diego.

## Sitio arqueológico
Durante a era pré-hispânica no Tepeyacac (em Nahuatl, tepetl-yacatl-co "montanha-nariz frente-do-lugar"/" "Na frente do morro"), Nele foi localizado um pequeno santuário de Tonantzin, e uma pequena aldeia que ligava as cidades de Cidade do México e Tenochtitlan, através de uma estrada que cruzava o lago de Texcoco (atual Calzada de los Mistérios que entrava na ilha principal na área de Tlatelolco).

## Religião

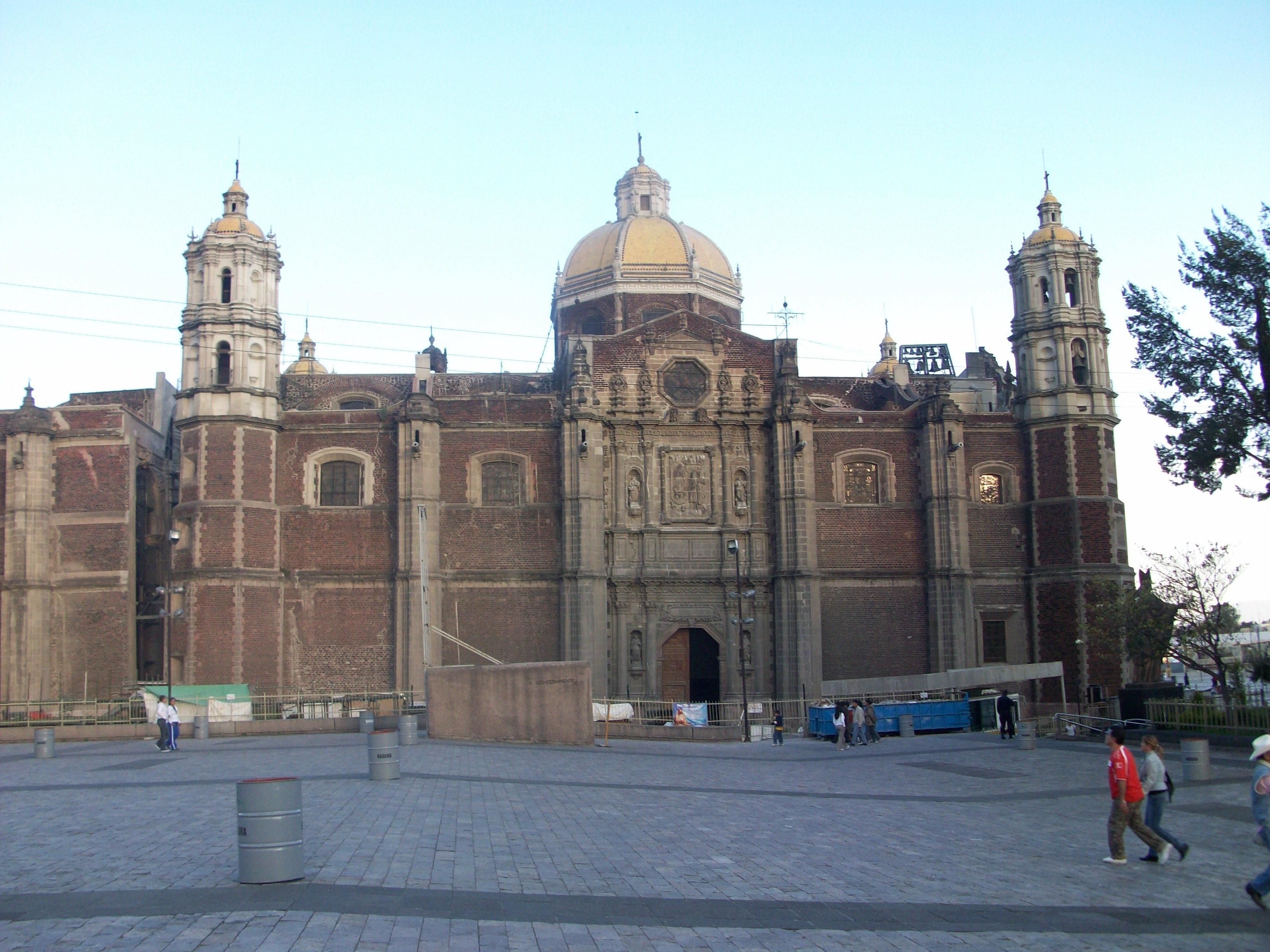
Antiga Basílica de Guadalupe.

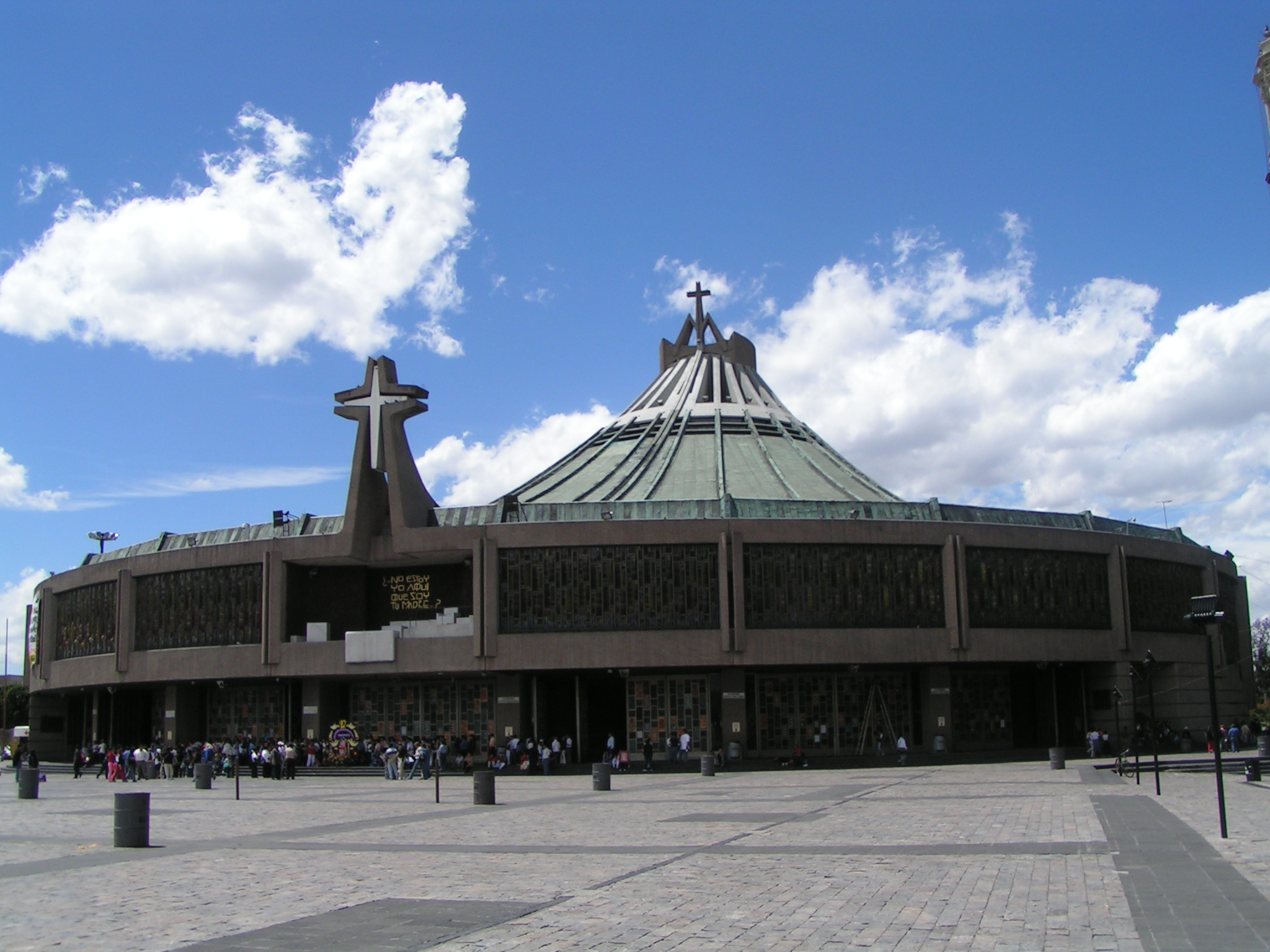
Nova Basílica de Guadalupe.

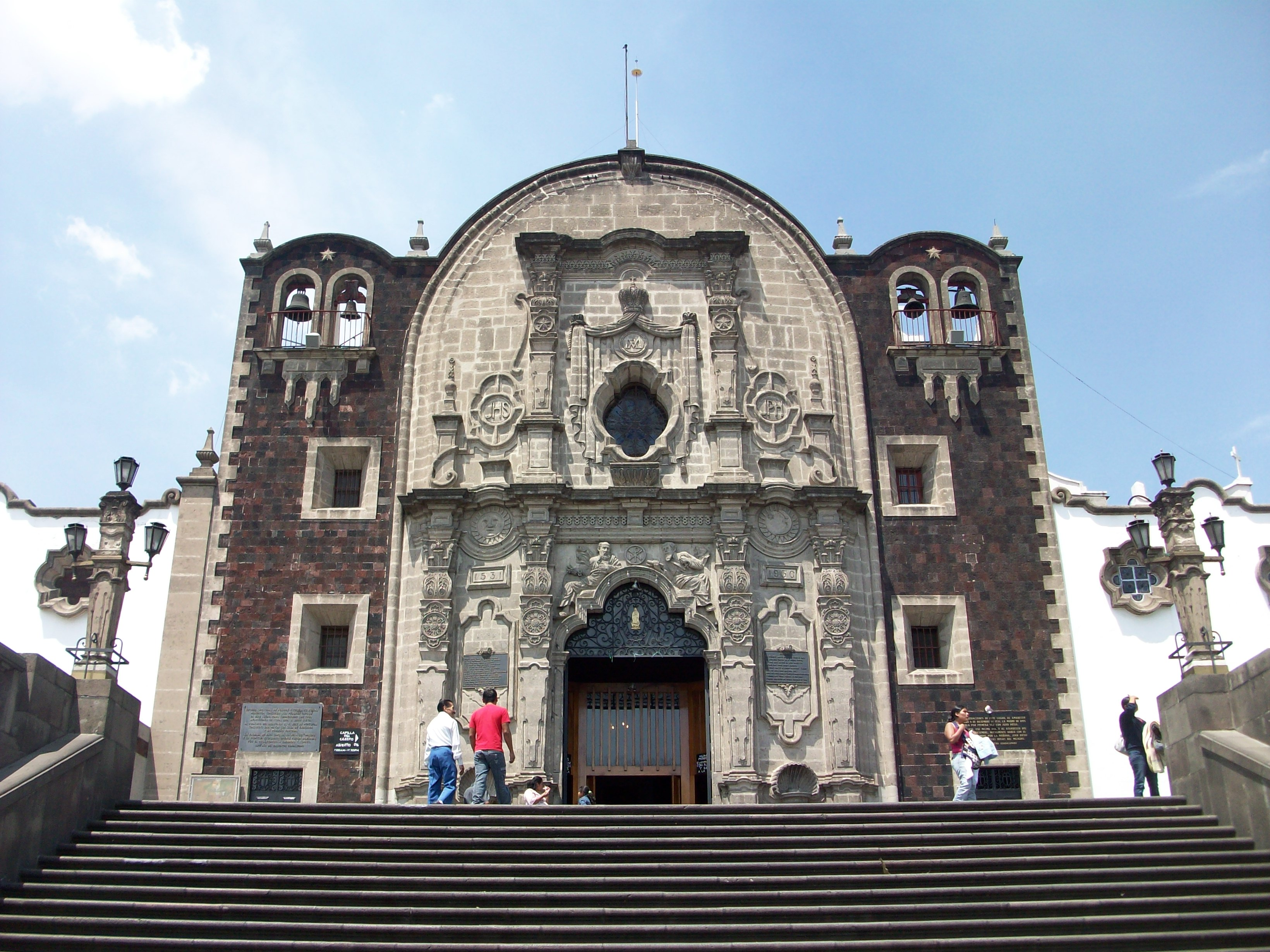
Esta é a "Capilla del Cerrito"

O Tepeyac é famosa por ter sido, de acordo com a fé católica, o local onde a Virgem de Guadalupe apareceu para o indígena nativo Juan Diego Cuauhtlatoatzin. Atualmente, no sopé da colina estão a Basílica de Guadalupe e o complexo monumental do santuário, que foi dedicado a ele, que recebe anualmente milhões de peregrinos, especialmente no dia 12 de dezembro. Em uma das partes superiores do morro, na esplanada da capela do "Cerrito", ele é um gazebo, onde, nos dias de céu claro, você pode ver uma das mais belas vistas do Vale do México. Os lados norte e oeste, o Parque Nacional de Tepeyac, que também inclui parte das colinas de Santa Isabel e Guerrero está localizado.

## Colônias
As colônias da colina do Tepeyac pertencem ao Gustavo A. Madero Estes são: Rosas del Tepeyac, a noroeste da colina; Triunfo da república, leste; e um pouco ao norte da colina Parque del Tepeyac, mais setentrionalmente parte na Cerro del Guerrero.

## Colônias próximas
Ao sul da colina existe outra pequena onde está a Basílica de Guadalupe, não se sabe a que colônia pertence ou se tem atributo, neste caso, vamos atribuir a dois que usamos como referência, essas colônias "indiretas", como mencionado A. Díaz em sua obra "O crescimento da cidade de Tenochtitlán" são as seguintes: Tepeyac Insurgentes, na parte ocidental da colina sul e Villa Gustavo A. Madero, na parte oriental da colina sul. Estas colônias são as mais próximas, mas elas estão um pouco longe, e como a distância está em causa, elas são as únicas colônias próximas para levá-los em conta.